# Вернер, Хайнц
Хайнц Вернер (11 февраля 1890, Вена — 14 мая 1964, Вустер, Массачусетс) — австро-немецко-американский психолог, занимался психологией развития, сравнительной и эволюционной психологией. Является одним из основоположников подхода к сравнению типов развития в психологии развития.

## Биография
Родился 11 февраля 1890 в Вене. Там же получил начальное и среднее образование. В 1908 году поступил в технический университет Technische Hochschule, желая стать инженером. Однако уже в 1909 году он перевёлся в Венский университет для обучения на композитора и историка музыки. В 1914 году защитил в Венском университете докторскую диссертацию «Психология эстетического наслаждения».
После окончания университета Вернер получил там должность ассистента в Институте физиологии Венского университета. С 1914 по 1917 год, после кратковременной военной службы, он проводил исследования восприятия детьми музыкальных ритмов и мелодий как в Мюнхенском университете, так и в Венском университете. В 1917 году стал работать в Психологическом институте в Гамбурге. В 1921 году он получил должность приват-доцента в Гамбургском университете. В 1926 году ему было присвоено звание профессора.
В 1933 году Вернер покинул Гамбург из-за нацистов и переехал в США, где получил должность в Мичиганском университете. Кроме того, в 1937 году был приглашённым профессором Гарвардского университета. С 1944 года работал в качестве профессора в Бруклинском колледже, с 1947 года — в Университете Кларка в Вустере. Скончался 14 мая 1964 года.

## Научный вклад
Центральной темой творчества Х. Вернера была разработка холистического подхода, подчёркивающего целостность, взаимозависимость и взаимодействие систем, в оппозиции к атомистическому, редукционистскому подходу.
Х. Вернер изучал принципы исторического развития музыкальных систем и освоение этих систем ребёнком. Он провёл генетический эксперимент, в котором испытуемых обучали искусственно созданной музыкальной системе тонов и интервалов между ними. По Х. Вернеру, анализ процесса овладения этой системой даёт возможность понять универсальные законы развития. Вернер подчёркивал в своей работе, что нельзя говорить о том, в каком возрасте у ребёнка появляется та или иная психическая функция. Можно лишь говорить об уровнях развития функции, находящейся в процессе качественных изменений и взаимодействий с другими функциями на различных возрастных этапах.
Он требовал соответствия тестовых задач интересам ребенка, создание естественных ситуаций тестирования ребёнка.
Вернер основывается на широком общебиологическом понимании природы развития и формулирует ортогенетический принцип (от греч. orthos — прямой, правильный) как всеобщий универсальный, фундаментальный базовый закон, которому подчиняется развитие всех форм и процессов жизни. Согласно ортогенетическому принципу, всюду, где есть развитие, оно идет от состояний относительной глобальности и отсутствия дифференциации к состояниям большей дифференцированности, артикулированности и иерархической интеграции. Вернер считает, что живой организм — это психофизическое единство и что если развитие органических процессов подчинено ортогенетическому принципу, то умственное развитие также не должно составлять здесь исключения и также должно идти в соответствии с этим принципом.
Серьёзным вкладом Вернера в теорию психического развития является уточнение и систематизация понятий, которые позволяют более четко характеризовать черты строения психической сферы, направление ее развития и особенности поведения, характерные для более низких и более высоких уровней развития. . Он выделяет пять аспектов, в которых проявляется прогрессивный ход психического развития. Это:
1. Синкретичность — дискретность. Эти термины относятся к содержанию ментальных функций и указывают на то, что содержания, которые на высших ступенях выступают как разные, на низших представлены слитно, недифференцированно, синкретично;
2. Диффузность — расчлененность. Общее развитие структуры направлено от форм относительно однородных и гомогенных к формам с ясной самостоятельностью отдельных частей;
3. Неопределенность — определенность. По мере развития отдельные элементы целого становятся все легче отличимыми друг от друга как по форме, так и по содержанию;
4. Ригидность — подвижность. Чем более дифференцирована структура и более дискретно психическое содержание, тем более пластично, гибко и разнообразно поведение;
5. Лабильность — стабильность. Эта оппозиция указывает на внутреннюю устойчивость системы.

Вернер выделяет три уровня, на которых происходит дифференциация:
- сенсо-моторно-эффективный уровень (для маленького ребенка субъект и объект слиты в синкретичном, неделимом единстве, что затрудняет разделение «я» и «не я»);
- перцептивный уровень (каждый элемент воспринимаемого целого наполнен ситуативным значение этого целого, поэтому маленькие дети часто не могут опознать знакомый объект если в нем изменить хотя бы один элемент);
- концептуальный уровень (в речи маленького ребёнка, когда он только начинает говорить, слово и предложение не дифференцированы, а базисная функция языка служит не задачам коммуникации, а инструментом действия).

Вернер уделяет большое значение развитию символической функции у ребёнка. Он отмечает наличие изначального сходства обозначаемого и обозначающего (слова и референта), и постепенного уменьшения их физического сходства. Обращает также внимание на то, что на начальных этапах слово обозначает целостный комплекс впечатлений, что делает невозможным использование его для обозначения других элементов множества. Для каждого набора свойств — свое слово. Данные особенности развития символической функции наблюдаются как в онтогенетическом развитии ребенка, так и в культурно-историческом развитии человека.

## Избранные работы
- Werner, H. (1937). Process and achievement. Harvard Educational Review, 7, 353—368.
- Werner, H. (1940). Comparative psychology of mental development. NY: International Universities Press, Inc.
- Werner, H. (1944). Development of the visuo-motor performance on the marble board test in mentally retarded children. Journal of Genetic Psychology, 64, 269.
- Werner, H. (1946). The concept of rigidity. Psychological Review, 53, 43-52.
- Werner, H. (1957). The concept of development from a comparative and organismic point of view. In D. Harris (Ed.), The concept of development. Minneapolis, Minn: University of Minnesota Press.
- Werner, H., & Kaplan, B. (1963). Symbol formation: An organismic developmental approach to language and the expression of thought. NY: John Wiley.